# Recht van klauwengang en stoppelweide
Het recht van klauwengang en stoppelweide (Frans: droit du parcours et vaine pâture, Duits: Huft- und Triftrecht) was een natuurlijke erfdienstbaarheid naar Belgisch recht en een beperkt recht naar Oudvaderlands recht. Dit recht, dat van feodale oorsprong was, werd in België geregeld door de artikelen 23 tot 28 van het Veldwetboek (Veldw.) en artikel 648 van het oud Burgerlijk Wetboek (oud BW), maar werd afgeschaft door de wet van 4 december 1961.

## Omschrijving
Het recht van stoppelweide, ook vrijweiderecht genoemd, was een recht dat toeliet aan de inwoners van een gemeente of een gehucht om hun dieren op elkanders onafgesloten gronden te laten weiden gedurende de tijd waarop de teelten niet in groei waren. Als het recht werd uitgeoefend tussen twee of meer gemeenten, werd het klauwengang genoemd.
In de gemeenten waar het recht van klauwengang en stoppelweide nog bestond, diende het te worden geregeld in een gemeentelijk reglement, dat werd goedgekeurd door de provinciale deputatie (art. 27 Veldw.).
Door middel van afpaling kon een grondeigenaar het recht van klauwengang en stoppelweide over zijn grond uitsluiten (art. 648 oud BW).
Het recht van klauwengang en stoppelweide werd met ingang van 1 januari 1962 afgeschaft door de wet van 4 december 1961 tot vrijmaking van de met vrijweiderecht of met klauwgang bezwaarde gronden. De voornaamste redenen van de afschaffing waren het gegeven dat het recht een anachronisme was geworden, dat het soms aanleiding gaf tot het verspreiden van veeziektes en dat het een hinderpaal was voor de intensievere weideuitbating die toen opkwam.